# Anders Sandström
Anders Sandström, född 29 maj 1815, död 24 april 1882, var en svensk nämndeman, tapetskärare och allmogemålare.
Sandström var bosatt i Sörfors by i Umeå landsförsamling. Han var huvudsakligen sysselsatt med att måla och skära tapetstockar. Ett flertal av hans arbeten finns bevarade vid Västerbottens läns museum i Umeå. Han målade i en empirestil med den tidens moderna färgnyanser i vitt, gult och brunt. När ett hus i Norrfors skulle rivas tillvaratogs en klassicistisk figurgrupp och en takfris. Sandström kan betecknas som en värdefull länk i kedjan av allmogemålare i Västerbottens södra länsdel.  